# Pier Marino Menicucci
Pier Marino Menicucci (* 15. September 1958 in Sassocorvaro) ist ein san-marinesischer Politiker. Er war Capitano Reggente (Staatsoberhaupt), sowie Arbeits-, Bildungs- und Justizminister.
Menicucci war Mitglied des Partito Democratico Cristiano Sammarinese (PDCS), schloss sich dann mit anderen PDCS Abgeordneten am 8. Juli 2007 den neu gegründeten Europopolari per San Marino an. Er war von 1983 bis 2012 Abgeordneter im san-marinesischen Parlament, dem Consiglio Grande e Generale. In der von 1993 bis 1998 regierenden Koalition aus PDCS und Partito Socialista Sammarinese (PSS) war Menicucci Bildungs- und Justizminister (Deputato di Pubblica Istruzione e Culture, Università e Giustizia). Im ebenfalls von PDCS und PSS gebildeten 27. Kabinett war er von Juli 2001 bis Mai 2002 erneut Justizminister (Segretario di Stato per la Giustizia, i Rapporti con le Giunte di Castello e l’Informazione). Nach der Regierungsumbildung von 20. Mai 2002 wurde er im kurzlebigen 28. Kabinett bis zum 25. Juni 2002 Arbeitsminister (Segretario di Stato per il Lavoro e la Cooperazione). Vom 1. April bis 1. Oktober 2003 war er gemeinsam mit Giovanni Giannoni Capitano Reggente (Staatsoberhaupt) von San Marino. Anschließend wurde er bis zum Ende der Wahlperiode 2006 Vorsitzender des Außenausschusses des Parlaments. Von 2005 bis 2007 war Menicucci politischer Sekretär (Segretario Politico) des PDCS.
Im Juni 2007 trat er gemeinsam mit den PDCS-Abgeordneten Federico Bartoletti, Gian Marco Marcucci und Nicola Selva aus der Partei aus und gründete die Fraktion Europopolari per San Marino (EPS). Bei den folgenden Parlamentswahlen vom 9. November 2008 traten PDCS, EPS und Arengo e Libertà auf einer gemeinsamen Liste als Teil der Koalition Patto per San Marino an. Menicucci wurde erneut ins Parlament gewählt. Er gehörte dem Außenausschuss an und war Mitglied der san-marinesischen Delegation bei der Interparlamentarischen Union. 2011 schlossen sich die Democratici di Centro mit den Europopolari per San Marino zur Unione per la Repubblica zusammen. Bei den Wahlen vom 11. November 2012 verfehlte Marcucci den Einzug ins Parlament. im Mai 2013 wurde er zum Vorsitzenden (Presidente) der UPR gewählt.
Nachdem gegen Menicucci Ermittlungen im Zusammenhang mit der Conto Mazzini Affäre aufgenommen wurden, trat er am 17. Februar 2014 von allen politischen Ämtern zurück. Im Oktober 2014 gab es bei Menicucci, der der Bildung einer kriminellen Vereinigung und der Geldwäsche beschuldigt wurde, eine Hausdurchsuchung, im Dezember wurden seine Konten eingefroren. Am 19. Mai 2015 wurde der Conto Mazzini Prozess gegen 29 Beschuldigte, darunter neben Menicucci weitere sieben ehemalige Regierungsmitglieder, eröffnet.